# 夏恩·露絲歐
夏恩·露絲歐（英語：Shannon Lucio，1980年6月25日—），美國女演員，知名於電視劇《橘郡风云》（2004年至2005年）中的琳賽·蓋德納（Lindsay Gardner），以及《越獄風雲》（2008年至2009年）中的梅麗亞姆·浩斯／崔希娜（Miriam Hultz / Trishanne）一角。

## 生平
夏恩·露絲歐出生於科羅拉多州丹佛，在得克萨斯州圣安东尼奥長大，畢業於約翰·馬歇爾高中。小時候隨家人搬到加利福尼亞州阿拉莫。在童年時期，父母收留了表妹，成為露絲歐的妹妹。對表演感興趣的她就讀南加州大学並取得戲劇學士學位。大學畢業後開始參加電視劇試鏡。。露絲歐運動細胞良好，特別擅長籃球和田徑運動員，曾夢想參加奧運會，但因「膝蓋有問題」而作罷。
露絲歐2004年至2005年在FOX肥皂劇《橘郡风云》中出演琳賽·蓋德納（Lindsay Gardner），打開知名度。2007年，她取得CBS電視劇《血色月光》的女主角，但在2007年4月被索菲亚·迈尔斯取代。隔年參與《越獄風雲》第四季，飾演米麗亞姆·胡茲／崔希娜（Miriam Hultz / Trishanne）。

## 作品列表

### 電影
| 年份 | 標題                   | 角色             | 附註 |
| ---- | ---------------------- | ---------------- | ---- |
| 2004 | 《斯塔克韦瑟》         | 卡麗爾·安·富蓋特 |      |
| 2005 | 《青年亞洲》（Youthanasia）       | 蜜雪兒（Michelle）       |      |
| 2007 | 《毕业风云》           | 波莉·迪莉（Polly Deely）    |      |
| 2007 | 《愛情盛宴》           | 珍妮（Janey）         |      |
| 2008 | 《花園裡的螢火蟲》     | 萊恩·泰勒（Ryne Taylor）    |      |
| 2008 | 《說晚安》（Say Goodnight）         | 莉莉（Lily）         |      |
| 2008 | 《行李》（Baggage）           | 關·多琳（Gwendolyn）      | 短片 |
| 2010 | 《麻木》（Numb）           | 瑪姬（Maggie）         | 短片 |
| 2010 | 《轉向》（Swerve）           | 貝蒂（Betty）         | 短片 |
| 2010 | 《自動駕駛》（Autopilot）       | 莎拉·比利（Sara Beatly）    |      |
| 2012 | 《愛的衛星》（Satellite of Love）       | 凱瑟琳（Catherine）       |      |
| 2012 | 《埃爾科科德里洛》（El cocodrilo） | 潔絲廷（Justene）       | 短片 |
| 2012 | 《壞狼》（Bad Wolf）           | 奶奶             | 短片 |
| 2012 | 《阿門》（Amen）           | 史皮莉特（Spirit）     | 短片 |
| 2013 | 《莎拉的這件事》（This Thing with Sarah）   | 貝卡（Becca）         |      |
| 2013 | 《鄉下的一天》（A Day in the Country）     |                  | 短片 |
| 2013 | 《拉娜》（Lana）           | 拉娜（Lana）         | 短片 |
| 2015 | 《完美家伙》           | 辛蒂（Cindy）         |      |
| 2015 | 《消費美容》（Consuming Beauty）       | 伊洛丁（Elodine）       | 短片 |
| 2016 | 《家屬節》（Dependent's Day）         | 凱莉（Kaylee）         |      |
| 2018 | 《解離記憶碼》（Segfault）     | 布萊爾（Blair）       |      |
| 2020 | 《瘫痪人生》           | 克莉絲汀（Christine）     |      |

### 電視
| 年份    | 標題                       | 角色                      | 附註             |
| ------- | -------------------------- | ------------------------- | ---------------- |
| 2003    | 《仁心仁術》               | 喬安娜·蘭布萊特（Johanna Lambright）       | 1集              |
| 2004    | 《紐約重案組》             | 寇特尼·貝茲（Courtney Bates）           | 1集              |
| 2004    | 《部門》                   | 摩根·希爾福德（Morgan Hillford）         | 1集              |
| 2004    | 《CSI犯罪現場：邁阿密》    | 吉娜·拉馬爾（Gina Lamar）           | 1集              |
| 2004–05 | 《橘郡风云》               | 琳賽·蓋德納（Lindsay Gardner）           | 12集             |
| 2005    | 《噬人鯊》                 | 丹妮爾·哈里森（Danielle Harrison）         | 電視電影         |
| 2006    | 《分裂之家》（A House Divided）           | 帕姆·詹克斯（Pam Jenks）           | 電視電影         |
| 2007    | 《血色月光》               | 貝絲·透納（Beth Turner）             | 未執行電視試播集 |
| 2008    | 《橡樹》                   | 莎拉（Sarah）                  | 試播集           |
| 2008–09 | 《越獄風雲》               | 梅麗亞姆·浩斯／崔希娜（Miriam Hultz / Trishanne） | 11集             |
| 2009    | 《犯罪心理》               | 蒂娜·惠勒（Tina Wheeler）             | 1集              |
| 2009    | 《實習醫生》               | 亞曼達（Amanda）                | 3集              |
| 2010    | 《狼门血影》               | 特蕾莎（Teresa）                | 5集              |
| 2010    | 《法律與秩序：洛杉磯》     | 金·米勒（Kim Miller）               | 1集              |
| 2010–14 | 《真愛如血》               | 卡羅琳·康普頓（）         | 5集              |
| 2011    | 《芝加哥法則》             | 貝絲·基利安（Beth Killian）           | 3集              |
| 2012    | 《錫星》（Tin Star）               | 莎莉·弗林（Sally Flynn）             | 電視電影         |
| 2012    | 《拂曉》（Daybreak）               | 凱瑟琳（Katherine）                | 3集              |
| 2012    | 《灵书妙探》               | 蕾貝卡·佛格（Rebecca Fog）           | 1集              |
| 2013    | 《台地之影》（Shadow on the Mesa）           | 羅莎莉·伊士曼（Rosalie Eastman）         | 電視電影         |
| 2013    | 《童话镇》                 | 先知                      | 1集              |
| 2013    | 《邪恶力量》               | 艾波·凱利（April Kelly）             | 1集              |
| 2013    | 《神盾局特工》             | 黛比（Debbie）                  | 2集              |
| 2013    | 《CSI犯罪現場》            | 克莉絲蒂·霍爾特（Kristi Holt）       | 1集              |
| 2015    | 《絕命警探》               | 希瑟·林登（Heather Lyndon）             | 1集              |
| 2015    | 《夜班医生》               | 金（）                    | 1集              |
| 2016    | 《重返犯罪現場》           | 艾米·哈里森（Amy Harrison）           | 1集              |
| 2016    | 《羅斯伍德》               | 凱西·里德（Casey Reed）             | 1集              |
| 2016    | 《根》                     | 派翠西亞·莉亞（Patricia Lea）         | 2集              |
| 2016    | 《西镇警魂》               | 卡拉菲爾莫爾（Cara Fillmore）          | 1集              |
| 2016    | 《美國恐怖故事：羅亞諾克》 | 戴安娜·克羅斯（Diana Cross）         | 2集              |
| 2018    | 《朝代》                   | 莫拉·范柯克（Mora Van Kirk）           | 1集              |
| 2020    | 《太空先鋒》               | 露易絲·謝波德（Louise Shepard）         | 4集              |
| 2023    | 《太空使命》               | 亞曼達·戴爾（Amanda Dale）           | 5集              |

## 外部連結
- 夏恩·露絲歐在互联网电影资料库（IMDb）上的資料（英文）